# Санту-Антониу-ду-Лести
Санту-Антониу-ду-Лести (порт. Santo Antônio do Leste) — муниципалитет в Бразилии, входит в штат Мату-Гросу. Составная часть мезорегиона Северо-восток штата Мату-Гроссу. Входит в экономико-статистический микрорегион Канарана. Население составляет 2216 человек на 2006 год. Занимает площадь 3596,798 км². Плотность населения — 0,6 чел./км².

## Статистика
- Валовой внутренний продукт на 2003 год составляет 134 685 822,00 реалов (данные: Бразильский институт географии и статистики).
- Валовой внутренний продукт на душу населения на 2003 год составляет 65 349,74 реалов (данные: Бразильский институт географии и статистики).